# Lotte Thiel
Lotte Anne Marie Wilhelmine Thiel, auch  Lotti Thiel (* 19. Januar 1923 in Waren (Müritz); † 6. Dezember 1999 in Neubrandenburg) war eine deutsche Dokumentarfilm-Regisseurin.

## Leben und Werk
Lotte Thiel wurde als Tochter des Warener Friseurs Otto Thiel geboren. Nach Ende des Zweiten Weltkriegs studierte sie an den Universitäten von Rostock und Jena Kunstgeschichte, Germanistik und Archäologie. 1955 begann ihre Tätigkeit am DEFA-Studio für populärwissenschaftliche Filme. Sie trat als Regie-Assistentin der Filmemacher Götz Oelschlägel, Peter Ulbrich und Karl Gass in Erscheinung. 
Ab 1960 inszenierte sie eigene Filme, darunter eine Reihe von Lehr- und Ausbildungsfilmen, viele davon mit Bezug zur Mathematik. Dazwischen entstanden immer wieder künstlerische Produktionen. Etwa drehte sie in Zusammenarbeit mit Jens Gerlach und André Asriel den Film Und es soll Friede sein über die Darstellung von Kindern in Zeiten von Krieg und Frieden. Mit Rudi Strahl realisierte sie den Film Schnappgeschossenes über die Ost-Berliner Fotoausstellung „Bifota“.
Ab 1973 drehte Thiel als Regisseurin der DEFA-Produktionsgruppe „forum“ mehrere dokumentarische Filme für das DDR-Fernsehen, darunter Bauernmuseen – Häuser erzählen (1976) über Freilichtmuseen in Schwerin-Mueß, Ribnitz-Damgarten, Klockenhagen, Diesdorf, Lehde und Landwüst oder Mach doch 'nen Film draus – Spaß mit Bofinger über und mit dem Karikaturisten Manfred Bofinger. Mehrfach arbeitete sie in dieser Zeit mit der früheren Schauspielerin Yvonne Merin zusammen, die Szenarien für die Filme beisteuerte.
1983 ging Thiel mit 60 Jahren in den Ruhestand. Sie starb 1999 im Alter von 76 Jahren in Neubrandenburg.

## Filmografie (Auswahl)
- 1961: Uns es soll Friede sein
- 1963: Schnappgeschossenes
- 1965: Das Gesetz heißt Glück
- 1967: Steinerne Chronik
- 1973: Ein Fenster in die Welt (TV-Dokumentarfilm)
- 1974: Fischer-Teppiche (TV-Dokumentarfilm)
- 1975: Faszination Glas (TV-Dokumentarfilm)
- 1976: Spielzeugland (TV-Dokumentarfilm)
- 1976: Bauernmuseen – Häuser erzählen (TV-Dokumentarfilm)
- 1977: Püggen – Schon gehört? (TV-Dokumentarfilm)
- 1977: Mach doch 'nen Film draus – Spaß mit Bofinger (TV-Dokumentarfilm)
- 1978: Oh, du liebe Zeit (TV-Dokumentarfilm)